# Sauvagesia imthurniana
Sauvagesia imthurniana là một loài thực vật có hoa trong họ Ochnaceae. Loài này được (Oliv.) Dwyer miêu tả khoa học đầu tiên năm 1940.